# 諏訪 (さいたま市)
諏訪（すわ）は、埼玉県さいたま市岩槻区の町名である。現行行政地名は諏訪一丁目から諏訪五丁目。郵便番号は339-0007。

## 地理
埼玉県さいたま市岩槻区の北部に位置する。東武野田線東岩槻駅にも近く、団地や公園などが区画整理事業により造られた。

### 地価
住宅地の地価は2013年（平成25年）7月1日に公表された埼玉県の地価調査によれば、諏訪四丁目7-51の地点で85,300円/m2となっている。

## 歴史
- 1971年（昭和46年）3月31日 - 区画整理事業が実施され、大字上野、表慈恩寺、裏慈恩寺、慈恩寺、春日部市大字花積、春日部市大字道口蛭田の各一部から諏訪一丁目から五丁目が成立[5]。
- 2005年（平成17年）4月1日 - 岩槻市がさいたま市と合併し、さいたま市岩槻区の町名となる。

## 世帯数と人口
2017年（平成29年）10月1日現在の世帯数と人口は以下の通りである。
| 丁目       | 世帯数    | 人口    |
| ---------- | --------- | ------- |
| 諏訪一丁目 | 253世帯   | 590人   |
| 諏訪二丁目 | 153世帯   | 341人   |
| 諏訪三丁目 | 1,306世帯 | 2,387人 |
| 諏訪四丁目 | 449世帯   | 950人   |
| 諏訪五丁目 | 207世帯   | 442人   |
| 計         | 2,368世帯 | 4,710人 |

## 小・中学校の学区
市立小・中学校に通う場合、学区（校区）は以下の通りとなる。
| 丁目       | 番地 | 小学校                   | 中学校                 |
| ---------- | ---- | ------------------------ | ---------------------- |
| 諏訪一丁目 | 全域 | さいたま市立東岩槻小学校 | さいたま市立桜山中学校 |
| 諏訪二丁目 | 全域 | さいたま市立東岩槻小学校 | さいたま市立桜山中学校 |
| 諏訪三丁目 | 全域 | さいたま市立東岩槻小学校 | さいたま市立桜山中学校 |
| 諏訪四丁目 | 全域 | さいたま市立東岩槻小学校 | さいたま市立桜山中学校 |
| 諏訪五丁目 | 全域 | さいたま市立東岩槻小学校 | さいたま市立桜山中学校 |

## 交通
地内に鉄道は敷設されていない。東武野田線（東武アーバンパークライン）東岩槻駅が最寄駅となっている。

## 施設
- 諏訪山下団地
- さいたま市立東岩槻小学校
- 諏訪公園
- 諏訪神社